# Salvatore Quasimodo
Salvatore Quasimodo (Modica, 20 augustus 1901 - Napels, 14 juni 1968) was een Italiaans dichter.

## Biografie
Zijn eerste werken worden gekenmerkt door een nostalgische sfeer, later vindt hij meer aansluiting bij de hermetische poëzie, een ontoegankelijke en experimentele vorm van poëzie waarin niet de werkelijkheid wordt gevat, maar die zelf een 'onbegrijpelijke' autonome taal of werkelijkheid schept. Emblematisch hiervoor is het drie-regelige vers Ed è subito sera.
Dit is echter geen eindpunt in de poëzie van Salvatore Quasimodo maar een etappe in de zoektocht naar een eigen taal. In de vertaling van Klassieke auteurs (waaronder bijvoorbeeld Sapfo, Vergilius en Catullus) exploreert Quasimodo verdere expressievormen in taal.
Dit continue rijpingsproces kent een volgende mijlpaal in de periode van de Tweede Wereldoorlog. De afschuw en walging over de absurditeit van de oorlog lijken bij Quasimodo te leiden tot een complete mutatie van de poëtische taal. In essentie veranderen de thema's (dood, religie en Sicilië) van Quasimodo echter niet; de motieven en patronen van zijn voorgaande bundels blijven aanwezig. Zijn poëtische taal verandert aan de oppervlakte en getuigt van sociaal engagement. Vanaf 1945 is hij tevens lid van de Italiaanse Communistische Partij.
In 1959 won Quasimodo de Nobelprijs voor Literatuur, omdat hij volgens het comité "met klassiek vuur de tragische levenservaringen van deze tijd" tot uitdrukking bracht.
De afkeer die spat uit de "oorlogse" poëzie verzacht in de naoorlogse geschriften, om tot volledige maturiteit te komen in de laatste bundel: Dare e Avere (Geven en Hebben). In deze bundel reflecteert een oude dichter over zijn leven en zijn dood, over het hebben en geven, in een poëtische taal die gelaagde complexiteit overschrijdt.
Quasimodo overleed in juni 1968 in een ziekenhuis in Napels, na enkele dagen eerder te zijn getroffen door een hersenbloeding. Hij ligt begraven in Milaan.
Samen met Giuseppe Ungaretti en Eugenio Montale wordt hij beschouwd als de belangrijkste Italiaanse dichter van de 20e eeuw.

## Gedicht
En snel valt de avond

Ieder staat alleen op het hart van de aarde

doorboord door de zon:

en snel valt de avond 